# Oli de soia

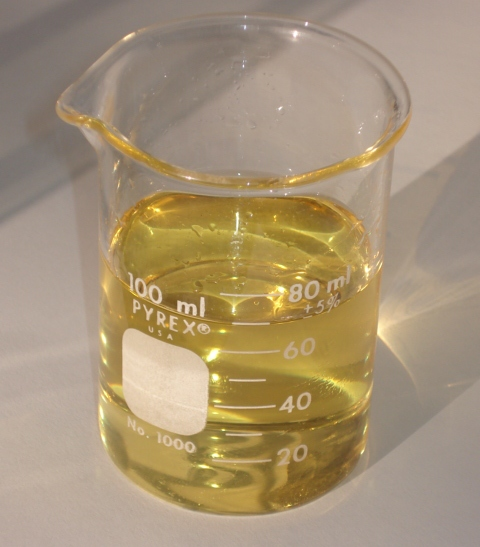
Biocombustible d'oli de soia

L'oli de soia s'obté de les llavors de la soia (Glycine max) 

## Usos
Principalment en alimentació, com a biocombustible i en perfumeria 

## Composició
100g d'oli de soia tenen 16 g de greix saturat, 23 g de greix monoinsaturat, i 58g de greix polinsaturat. Com els altres olis comestibles no conté glúcids ni proteïnes. La seva densitat és de 0,93, comença a fumejar a partir de 213 °C

## Producció
Les llavors de soia es premsen amb una premsa d'alta pressió i el líquid obtingut es tracta amb solvents químics (hexà). L'oli obtingut passa a ser refinat i a vegades s'hidrogena. El residu sòlid (turtó de soia) és molt apreciat en alimentació animal.
Els triacilglicerols d'àcids grassos no saturats principals en l'oli de soia són: 7% d'àcid alfa-linolènic (C-18:3); 51% d'àcid linoleic (C-18:2); i 23% d'àcid oleic (C-18:1). També conté àcids grassos saturats un 4% d'àcid esteàric i un 10% d'àcid palmític.
L'oli de soia té una relativament alta proporció, 7–10%, d'àcid linolènic que és propens a l'oxidació que és una característica indesitjable en un servei continu com un restaurant i per això s'ha desenvolupat un oli de soia amb només un 1% d'àcid linolènic. Abans s'utilitzava la hidrogenació per reduir el contingut en àcid linolènic cosa que portava a una configuració isomèrica no natural.
En la campanya 2002–2003 es van produir al món 30.6 milions de tones d'oli de soia cosa que és la meitat de l'oli comestible produït a tot el món.
També es fa servir en perfumeria com a fixador d'olis essencials.